# Іст-Кокаліко Тауншип (округ Ланкастер, Пенсільванія)
Іст-Кокаліко Тауншип (англ. East Cocalico Township) — селище (англ. township) в США, в окрузі Ланкастер штату Пенсільванія. Населення — 10 767 осіб (2020).

## Демографія
Згідно з переписом 2010 року, у селищі мешкало 10 310 осіб у 3762 домогосподарствах у складі 2815 родин. Було 3892 помешкання
Расовий склад населення:
| - 95,7 % — білих - 2,1 % — азіатів - 0,9 % — чорних або афроамериканців - 0,1 % — корінних американців |

До двох чи більше рас належало 0,7 %. Частка іспаномовних становила 1,8 % від усіх жителів.
За віковим діапазоном населення розподілялося таким чином: 26,6 % — особи молодші 18 років, 59,6 % — особи у віці 18—64 років, 13,8 % — особи у віці 65 років та старші. Медіана віку мешканця становила 39,3 року. На 100 осіб жіночої статі у селищі припадало 99,5 чоловіків;  на 100 жінок у віці від 18 років та старших — 98,6 чоловіків також старших 18 років.
Середній дохід на одне домашнє господарство  становив 75 911 долар США (медіана — 64 328), а середній дохід на одну сім'ю — 87 275 доларів (медіана — 75 625). Медіана доходів становила 53 707 доларів для чоловіків та 31 868 доларів для жінок. За межею бідності перебувало 9,3 % осіб, у тому числі 13,8 % дітей у віці до 18 років та 9,0 % осіб у віці 65 років та старших.
Цивільне працевлаштоване населення становило 5131 особа. Основні галузі зайнятості: виробництво — 21,8 %, освіта, охорона здоров'я та соціальна допомога — 18,5 %, роздрібна торгівля — 11,6 %, будівництво — 10,7 %.